# Helina marguerita
Helina marguerita este o specie de muște din genul Helina, familia Muscidae, descrisă de John Otterbein Snyder în anul 1949. Conform Catalogue of Life specia Helina marguerita nu are subspecii cunoscute.